# Euscirrhopterus disparilis
Euscirrhopterus disparilis är en fjärilsart som beskrevs av Herrich-Schäffer 1866. Euscirrhopterus disparilis ingår i släktet Euscirrhopterus och familjen nattflyn. Inga underarter finns listade i Catalogue of Life.